# Kreuzkorrelation
In der Signalanalyse wird die Kreuzkorrelationsfunktion {\displaystyle R_{xy}(\tau )} zur Beschreibung der Korrelation zweier Signale {\displaystyle x(t)} und {\displaystyle y(t)} bei unterschiedlichen Zeitverschiebungen {\displaystyle \tau } zwischen den beiden Signalen eingesetzt. Kreuz steht hierbei für den Fall {\displaystyle x\neq y} der Funktion:
{\displaystyle R_{xy}(t_{1},t_{2})=E[{\textbf {X}}(t_{1})\cdot {\textbf {Y}}(t_{2})],}
wobei E der Erwartungswert ist.
Handelt es sich um einen schwach stationären Prozess, so ist die Korrelationsfunktion nicht mehr von der Wahl der Zeitpunkte {\displaystyle t_{1}} und {\displaystyle t_{2}}, sondern nur von deren Differenz {\displaystyle \tau =t_{2}-t_{1}} abhängig.
Die Kreuzkorrelations-Operation ist identisch mit der komplex konjugierten Faltung {\displaystyle {\overline {f(-t)}}}. Insbesondere im Fachgebiet Maschinelles Lernen, wo man mit Convolutional Neural Networks arbeitet, wird aufgrund dieser Identität meistens die Kreuzkorrelation verwendet, diese aber als Faltung bezeichnet, weil sie leichter zu implementieren ist.

## Definition
Es gilt für Energiesignale:
{\displaystyle R_{xy}(\tau )=(x\star y)(\tau )=(x^{*}(-t)*y(t))(\tau )=\int _{-\infty }^{\infty }x^{*}(t)\,y(t+\tau )\,\mathrm {d} t}
und für Leistungssignale:
{\displaystyle R_{xy}(\tau )=(x\star y)(\tau )=(x^{*}(-t)*y(t))(\tau )=\lim _{T\to \infty }{\frac {1}{2T}}\int _{-T}^{T}x^{*}(t)\,y(t+\tau )\,\mathrm {d} t}
mit {\displaystyle x^{*}} als der konjugiert komplexen Funktion von {\displaystyle x}, dem Operatorsymbol {\displaystyle \star } als Kurzschreibweise der Kreuzkorrelation und {\displaystyle *} als dem der Faltungsoperation.
Analog wird die diskrete Kreuzkorrelation, diese spielt im Bereich der diskreten Signalverarbeitung eine wesentliche Rolle, mit der Folge {\displaystyle [m]} und einer Verschiebung {\displaystyle n} festgelegt als:
{\displaystyle R_{xy}[n]} = {\displaystyle (x\star y)[n]=\sum _{m=-\infty }^{\infty }x^{*}[m]\ y[m+n]} (Energiesignale)
{\displaystyle R_{xy}[n]} = {\displaystyle (x\star y)[n]=\lim _{M\to \infty }{\frac {1}{2M+1}}\sum _{m=-M}^{M}x^{*}[m]\ y[m+n]} (Leistungssignale)
In der digitalen Signalverarbeitung wiederum ist eine endliche Mittelung mit Argumenten beginnend bei Index 0 auf Grund der Architektur von Rechnerregistern erforderlich, wovon es eine vor- und eine unvorgespannte Version gibt:
{\displaystyle R_{xy}[m]:={\begin{cases}\ \;\,{\frac {1}{N-|m|}}\sum _{n=0}^{N-m-1}x[n]y[n+m]&{\text{für }}m\geq 0\\\ \;\,{\frac {1}{N-|m|}}\sum _{n=-m}^{N-1}x[n]y[n+m]&{\text{für }}m<0\end{cases}}} (Vorspannversion)
{\displaystyle R_{xy}[m]:={\begin{cases}\ \;\,{\frac {1}{N}}\sum _{n=0}^{N-m-1}x[n]y[n+m]&{\text{für }}m\geq 0\\\ \;\,{\frac {1}{N}}\sum _{n=-m}^{N-1}x[n]y[n+m]&{\text{für }}m<0\end{cases}}} (unvorgespannte Version)
Die Kreuzkorrelation ist mit der Kreuzkovarianz eng verwandt.

## Eigenschaften
Für alle {\displaystyle \tau } gilt
{\displaystyle R_{xy}(\tau )=R_{yx}(-\tau )}
sowie
{\displaystyle \left|R_{xy}(\tau )\right|\leq {\sqrt {R_{xx}(0)R_{yy}(0)}}\leq {\frac {1}{2}}(R_{xx}(0)+R_{yy}(0))}
und
{\displaystyle \lim \limits _{\tau \to \pm \infty }R_{xy}(\tau )=0}

Zusammenhang zwischen Faltung, Kreuzkorrelation und Autokorrelation.

mit den Autokorrelationsfunktionen {\displaystyle R_{xx}(\tau )} und {\displaystyle R_{yy}(\tau )}.
Sie zeigt z. B. Spitzen bei Zeitverschiebungen, die der Signallaufzeit vom Messort des Signals {\displaystyle x(t)} zum Messort des Signals {\displaystyle y(t)} entsprechen. Auch Laufzeitunterschiede von einer Signalquelle zu beiden Messorten können auf diese Weise festgestellt werden. Die Kreuzkorrelationsfunktion eignet sich daher besonders zur Ermittlung von Übertragungswegen und zur Ortung von Quellen.
Rechentechnisch wird die Kreuzkorrelationsfunktion in der Regel über die inverse Fourier-Transformation des Kreuzleistungsspektrums {\displaystyle S_{XY}(f)} ermittelt:
{\displaystyle R_{xy}(\tau )=\int _{-\infty }^{\infty }S_{XY}(f)\,e^{\mathrm {i} 2\pi f\tau }\,\mathrm {d} f}

### Verbindung mit der Kreuzkovarianz
Ist eines der Signale {\displaystyle x(t)} oder {\displaystyle y(t)} nullsymmetrisch, d. h. ihr Mittelwert über das Signal ist Null {\displaystyle ({\bar {x}}(t)=0} oder {\displaystyle {\bar {y}}(t)=0)}, ist die Kreuzkorrelation identisch mit der Kreuzkovarianz. Bekannte Vertreter der nullsymmetrischen Funktionen sind zum Beispiel die Sinus- und Kosinusfunktionen.